# Pulvinaria vinifera
Pulvinaria vinifera är en insektsart som beskrevs av King in Hofer 1903. Pulvinaria vinifera ingår i släktet Pulvinaria och familjen skålsköldlöss.
Artens utbredningsområde är Schweiz. Inga underarter finns listade i Catalogue of Life.